# Église Saint-Martin d'Ugny-le-Gay
L'église Saint-Martin d’Ugny-le-Gay est à l’origine une ancienne chapelle du château féodal qui se trouvait en face de la mairie actuelle et datant du XIVe siècle. Détruite en partie au cours de la première guerre mondiale, elle est reconstruite en 1923. Il y a une verrière non signée qui représente le calvaire du Christ. Elle fut posée en 1928 ou 1929.